# Musée archéologique national d'Arezzo
Pour les articles homonymes, voir Musée archéologique national.
Le Musée archéologique national d'Arezzo, en italien Museo archeologico statale Gaio Cilnio Mecenate, est dédié à Caius Cilnius Mæcenas (en français Mécène), ses collections comprennent des vestiges préhistoriques, étrusques et romains de la région d'Arezzo, ancienne ville de la dodécapole étrusque d'Étrurie.

## Historique
Depuis 1937, il est hébergé dans l'ancien couvent San Bernardo, construit près des vestiges de l'amphithéâtre romain du IIe siècle.
Ses collections comprennent des objets en bronze et d'orfèvrerie, des vases, des urnes, des monnaies et des vases coralliens ou sigillés (vases peints en rouge avec des motifs en relief) datant du Ier siècle.

## Galerie

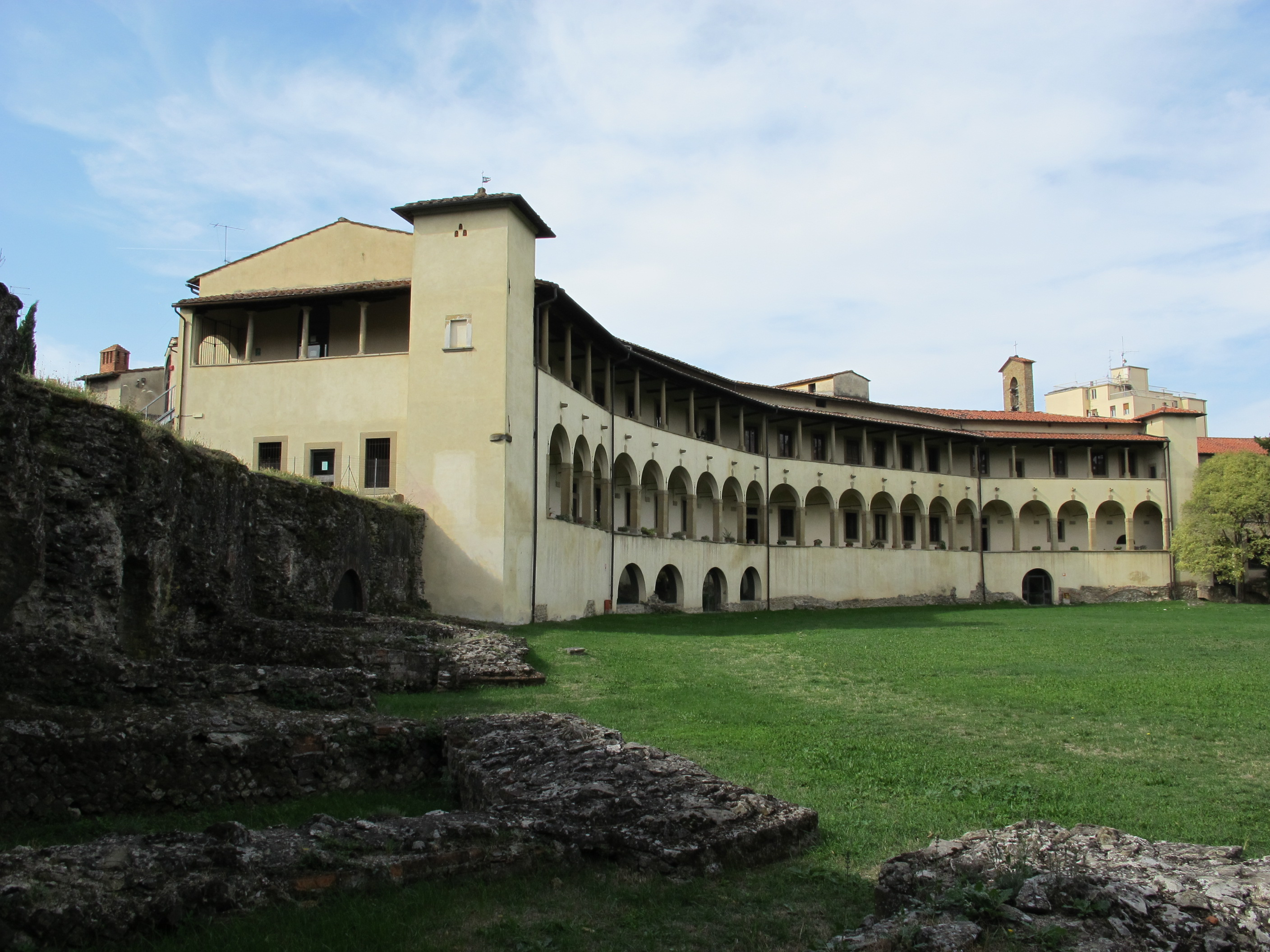
Le musée construit près des vestiges romains.
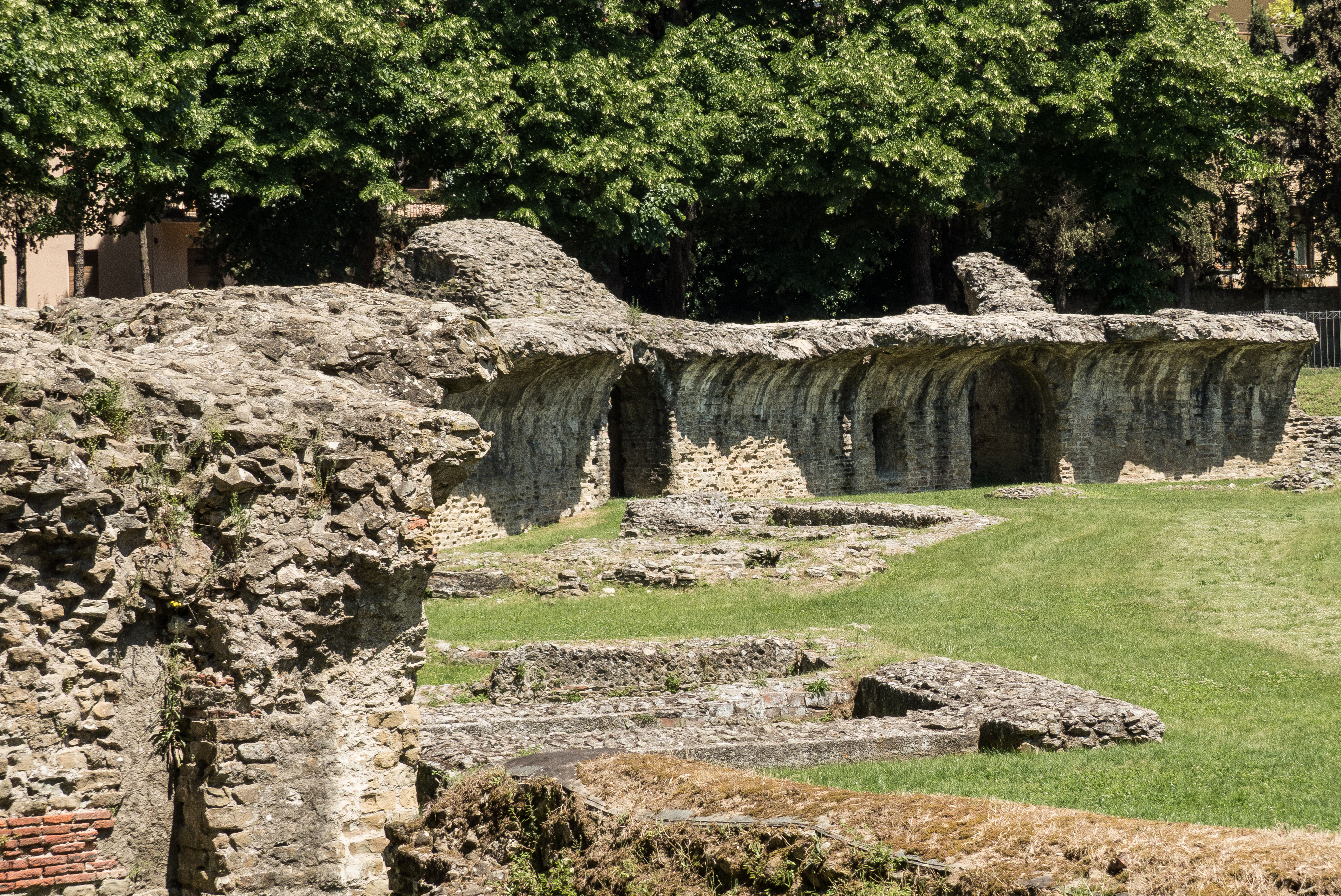
Les ruines de l'amphithéâtre.
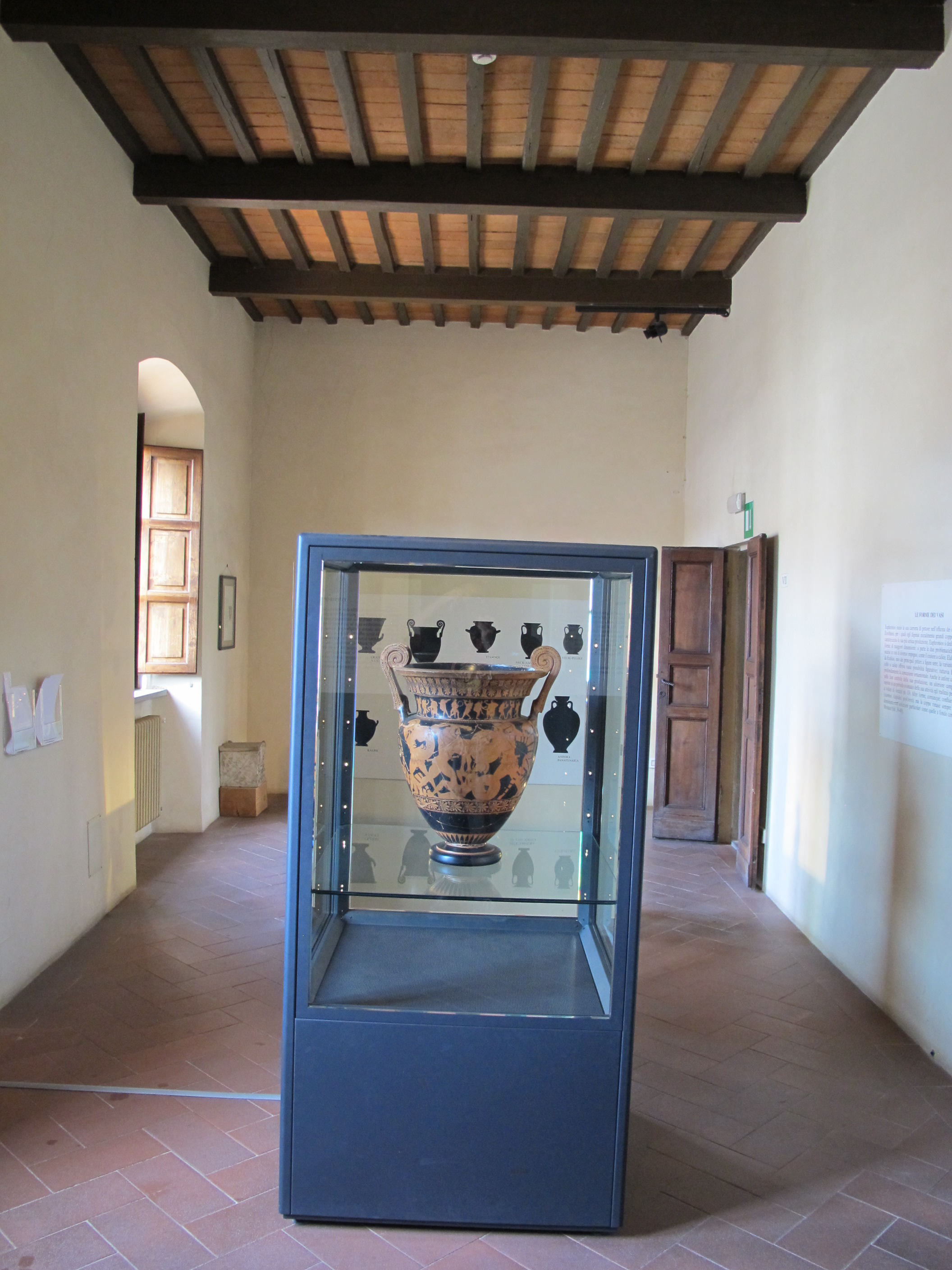
Salle d'exposition.
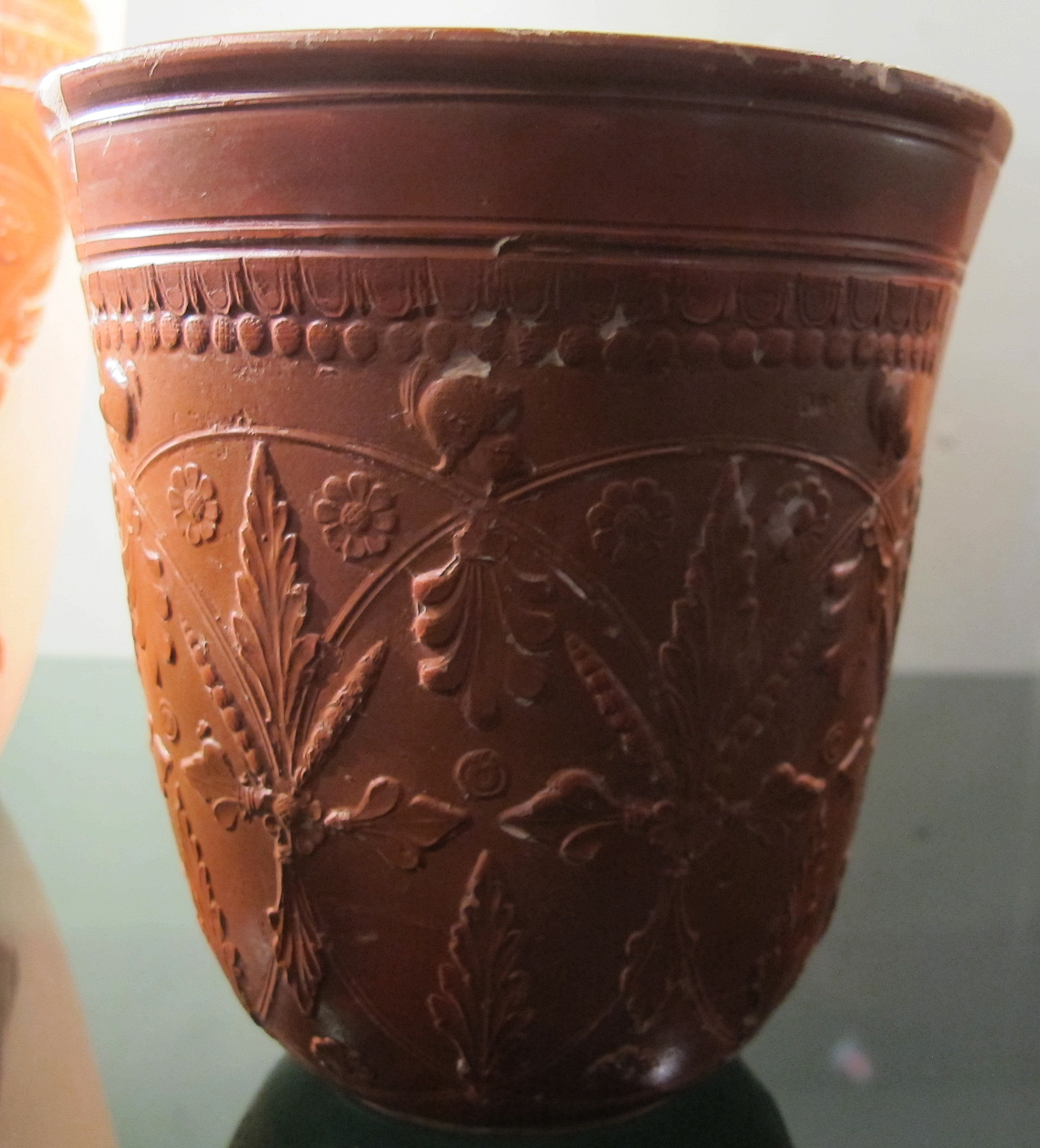
Vase corallien.
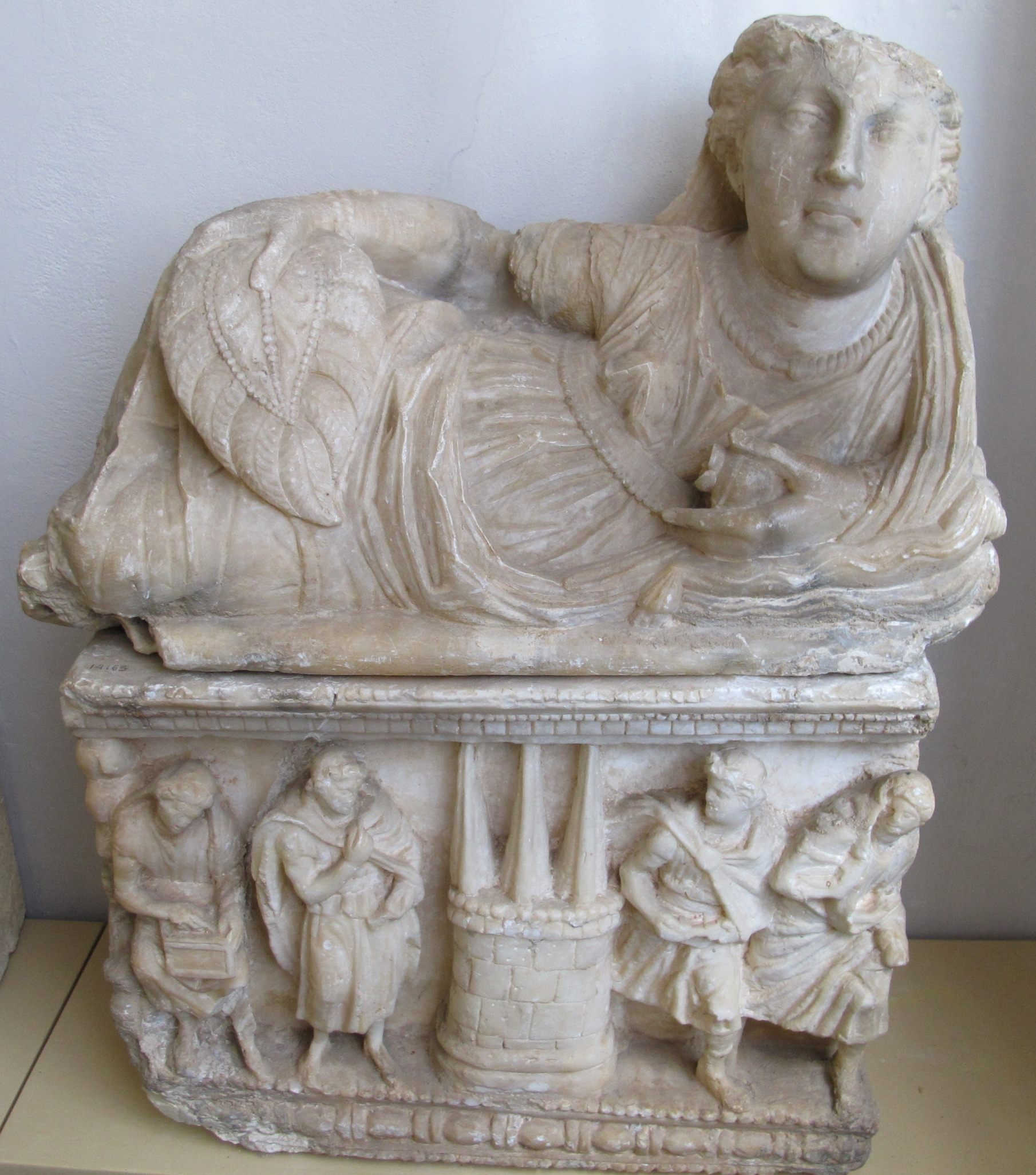
Urne funéraire étrusque.
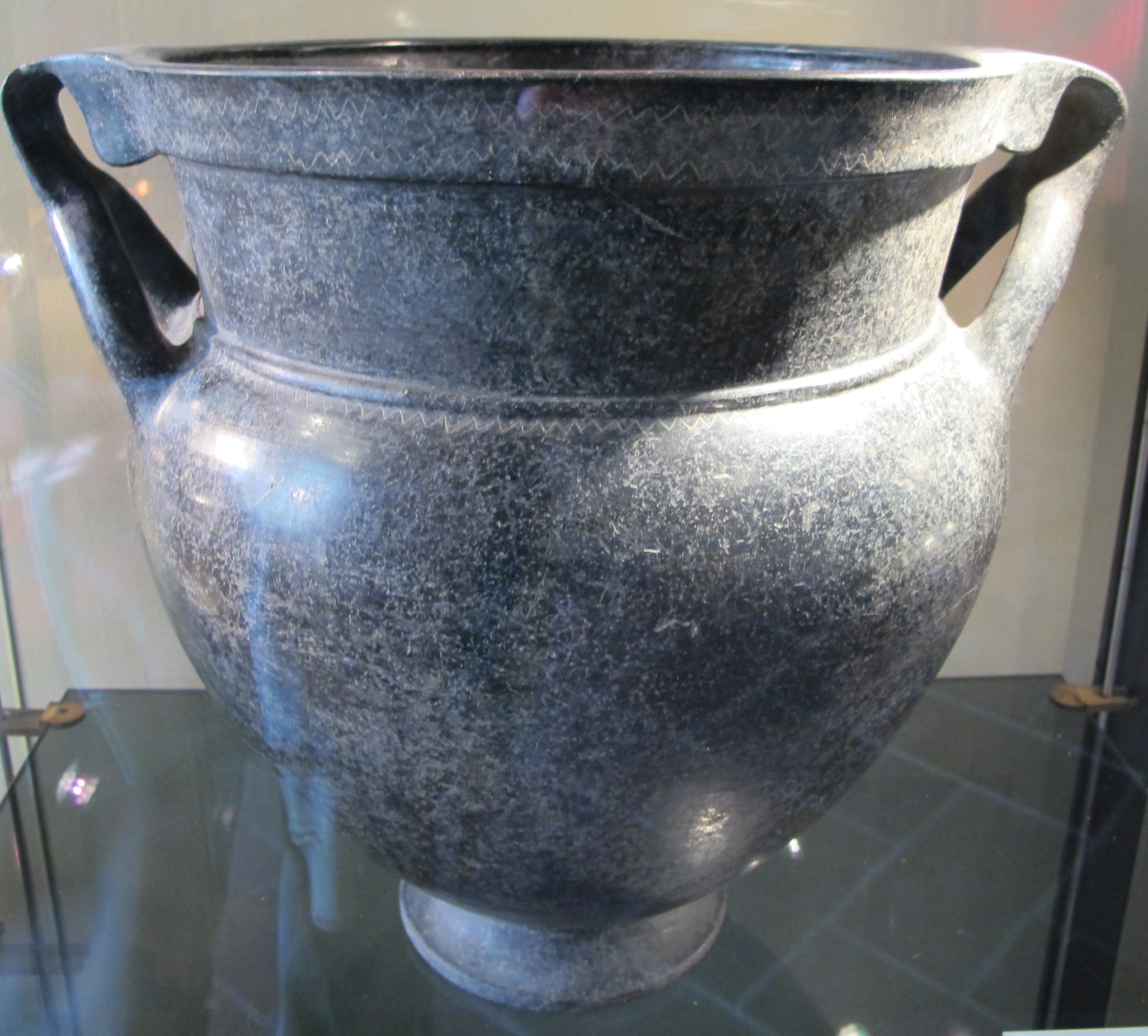
Vase étrusque.